# Балагхат (округ)
Балагхат (англ. Balaghat) — округ в індійському штаті Мадх'я-Прадеш. Утворений в 1867 році. Адміністративний центр — місто Балагхат. Площа округу — 9229 км². За даними всеіндійського перепису 2001 року населення округу становило 1 497 968 осіб. Рівень грамотності дорослого населення становив 68,7 %, що вище середньоіндійського рівня (59,5 %). Частка міського населення становила 12,9 %.